# Dime
För ammunitionstypen, se DIME-vapen.

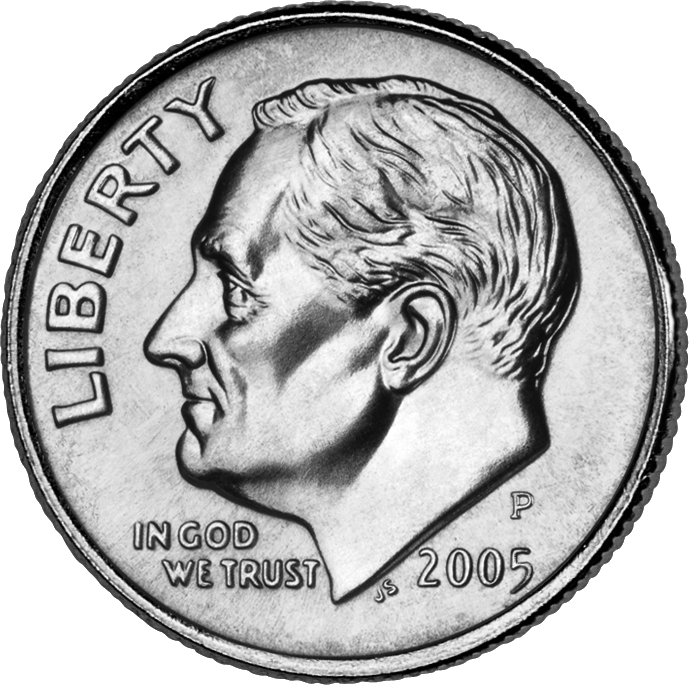
En dime från 2005.

Dime är ett 10-centsmynt i USA. Det består av 91,67 % koppar och 8,33 % nickel. Framsidan visar ett porträtt av Franklin D. Roosevelt och baksidan en olivkvist, en fackla och en ekkvist.